# Olympische Winterspiele 1956/Teilnehmer (Vereinigte Staaten)
| Gelbes Symbol für Goldmedaillen mit stilisierten Olympischen Ringen | Graues Symbol für Silbermedaillen mit stilisierten Olympischen Ringen | Braundes Symbol für Bronzemedaillen mit stilisierten Olympischen Ringen |
| ------------------------------------------------------------------- | --------------------------------------------------------------------- | ----------------------------------------------------------------------- |
| 2                                                                   | 3                                                                     | 2                                                                       |

Die Vereinigten Staaten nahmen an den VII. Olympischen Winterspielen 1956 in der italienischen Gemeinde Cortina d’Ampezzo mit einer Delegation von 67 Athleten in allen acht Disziplinen teil, davon 57 Männer und 10 Frauen. Mit zwei Gold- drei Silber- und zwei Bronzemedaillen waren die Vereinigten Staaten die sechstbeste Nation bei den Spielen. Hayes Alan Jenkins und Tenley Albright wurden jeweils im Eiskunstlauf Olympiasieger.
Fahnenträger bei der Eröffnungsfeier war wie schon 1952 der Bobfahrer James Bickford.

## Teilnehmer nach Sportarten

### Bob
Männer, Zweier
- Waightman Washbond, Piet Biesiadecki (USA-1)
5. Platz (5:38,16 min)

- Arthur Tyler, Edgar Seymour (USA-2)
6. Platz (5:40,08 min)

Männer, Vierer
- Arthur Tyler, William Dodge, Thomas Butler, James Lamy (USA-1)
Bronze  (5:12,39 min)

- James Bickford, Donald Jacques, Lawrence McKillip, Hubert Miller (USA-2)
19. Platz (5:25,16 min)

### Eishockey
Männer
| - Willard Ikola - Donald Rigazio - Dick Rodenheiser - Daniel McKinnon - Ed Sampson - John Matchefts - Dick Meredith - Richard Dougherty - Kenneth Purpur | - John Mayasich - Bill Cleary - Wellington Burtnett - Wendell Anderson - Eugene Campbell - Gordon Christian - Weldon Olson - John Petroske |

- Silber

### Eiskunstlauf
Männer
- Hayes Alan Jenkins
Gold  (166,43)

- David Jenkins
Bronze  (162,82)

- Ronald Robertson
Silber  (165,79)

Frauen
- Tenley Albright
Gold  (169,67)

- Carol Heiss
Silber  (168,02)

- Catherine Machado
8. Platz (153,48)

Paare
- Lucille Ash & Sully Kothman
7. Platz (10,63)

- Carole Ann Ormaca & Robin Greiner
5. Platz (10,71)

### Eisschnelllauf
Männer
- Bill Carow
500 m: 6. Platz (41,8 s)

- Ken Henry
500 m: 17. Platz (42,8 s)

- Donald McDermott
500 m: 25. Platz (43,2 s)
1500 m: 37. Platz (2:18,6 min)

- Johny Werket
500 m: 11. Platz (42,4 s)
1500 m: 25. Platz (2:16,1 min)

- Pat McNamara
1500 m: 20. Platz (2:15,2 min)
5000 m: 17. Platz (8:10,6 min)
10.000 m: 27. Platz (17:45,6 min)

- Gene Sandvig
1500 m: 30. Platz (2:17,1 min)
5000 m: 31. Platz (8:25,5 min)

- Chuck Burke
5000 m: 43. Platz (8:47,4 min)

- Art Longsjo
5000 m: 40. Platz (8:40,0 min)

### Nordische Kombination
- Marvin Crawford
Einzel (Normalschanze / 15 km): 23. Platz (412,900)

- Theodore Farwell
Einzel (Normalschanze / 15 km): 30. Platz (394,000)

- Buck Levy
Einzel (Normalschanze / 15 km): 35. Platz (365,600)

- Charles Tremblay
Einzel (Normalschanze / 15 km): 34. Platz (378,000)

### Ski Alpin
Männer
- Bill Beck
Abfahrt: disqualifiziert

- Marvin Melville
Abfahrt: disqualifiziert

- Ralph Miller
Abfahrt: disqualifiziert
Riesenslalom: 13. Platz (3:15,8 min)
Slalom: 22. Platz (3:47,8 min)

- Wallace Werner
Abfahrt: 11. Platz (3:05,8 min)
Riesenslalom: 21. Platz (3:21,5 min)
Slalom: disqualifiziert

- Tom Corcoran
Riesenslalom: 14. Platz (3:16,0 min)
Slalom: 19. Platz (3:41,3 min)

- Brooks Dodge
Riesenslalom: 15. Platz (3:16,4 min)
Slalom: 4. Platz (3:21,8 min)

Frauen
- Andrea Mead-Lawrence
Abfahrt: 30. Platz (1:55,2 min)
Riesenslalom: 4. Platz (1:58,3 min)
Slalom: 25. Platz (2:25,8 min)

- Penny Pitou
Abfahrt: 34. Platz (1:58,9 min)
Riesenslalom: 34. Platz (2:10,4 min)
Slalom: 31. Platz (2:42,5 min)

- Betsy Snite
Riesenslalom: disqualifiziert

- Dorothy Surgenor
Abfahrt: 38. Platz (2:01,5 min)
Slalom: 20. Platz (2:17,3 min)

- Gladys Werner
Abfahrt: 10. Platz (1:49,6 min)
Riesenslalom: 22. Platz (2:04,0 min)
Slalom: 27. Platz (2:30,1 min)

### Skilanglauf
Männer
- Marvin Crawford
4 × 10 km Staffel: 12. Platz (2:32:04 h)

- Larry Damon
15 km: 51. Platz (57:18 min)
4 × 10 km Staffel: 12. Platz (2:32:04 h)

- Theodore Farwell
4 × 10 km Staffel: 12. Platz (2:32:04 h)

- Buck Levy
30 km: 50. Platz (2:10:56 h)

- Mack Miller
15 km: 41. Platz (56:08 min)
30 km: 38. Platz (2:00:38 h)
4 × 10 km Staffel: 12. Platz (2:32:04 h)

### Skispringen
- Art Devlin
Normalschanze: 21. Platz (194,5)

- Willis Olson
Normalschanze: 43. Platz (174,5)

- Dick Rahoi
Normalschanze: 51. Platz (158,0)

- Roy Sherwood
Normalschanze: 36. Platz (183,0)